# Кримчацький алфавіт
Виникнення кримчацької писемності на основі арамейської абетки пов'язано, очевидно, з необхідністю переведення молитов з давньоєврейської мови (пам'ятник кінця XV — початку XVI ст. «Ритуал Кафи»). У навчальних посібниках з кримчацької мови, виданих у 1930-ті, використовувався латиниця:
| A a | B ʙ | C c | Ç ç | D d | E e | F f | G g |
| H h | I i | J j | ь ь | K k | Q q | Ƣ ƣ | L l |
| M m | N n | N̡ n̡ | O o | Ɵ ɵ | P p | R r | S s |
| Ş ş | T t | U u | Y y | V v | Z z | Ƶ ƶ |     |

Після 1936 книговидання кримчацькою мовою припинено, і мова офіційно потрапила у розряд безписемних. При записі текстів своєю мовою, починаючи з кінця 1930-х, кримчаки користувалися російською кирилицею.
У 1990-ті розроблений новий кримчацький алфавіт на основі кирилиці. На відміну від більшості кириличних алфавітів колишнього СРСР, з нового кримчацького алфавіту були виключені російські літери, що позначають відсутні в кримчацькій мові звуки (ё, ж, ц, щ, ю, я).

## Сучасний алфавіт
| А а | Б б | В в | Г г   | Г' г' | Д д | Е е | З З   |  |
| І і | Й ї | К к | Кь Кь | Л л   | М м | Н н | Нь нь |  |
| О о | Ӧ ӧ | П п | Р р   | С с   | Т т | У у | Ӱ ӱ   |  |
| Ф ф | Х х | Ч ч | Ч' ч' | Ш ш   | Ы ы | Ь ь | Э э   |  |